# Mal du débarquement
 (juillet 2025).
 (juillet 2025).
 Mise en garde médicale
Le syndrome du mal de débarquement, ou MdDS, est un trouble neurologique survenant généralement après une croisière, un vol en avion ou un autre événement de mouvement soutenu. Le MdDS est généralement diagnostiqué par un neurologue ou un otorhinolaryngologiste (ORL) lorsqu'une personne signale une sensation persistante de balancement interne de haut en bas, d'avant- arrière ou de gauche-droite. Cela suit généralement une croisière ou une autre expérience de mouvement. Étant donné que la plupart des tests vestibulaires s'avèrent négatifs, les médecins peuvent être déconcertés lorsqu'ils tentent de diagnostiquer le syndrome. Un indicateur de diagnostic majeur est que les patients se sentent mieux lorsqu'ils conduisent ou roulent dans une voiture, c'est-à-dire lorsqu'ils sont en mouvements passifs. Le MdDS est inexpliqué par une pathologie structurelle du cerveau ou de l'oreille interne et se déclenche dans la majorité des cas lors de mouvement, bien qu'il puisse survenir spontanément. Cela diffère de la condition de mal de terre que la plupart des gens ressentent pendant une courte période après un événement de mouvement tel qu'une croisière en bateau, un vol en avion ou même une routine sur tapis roulant qui peut ne durer que quelques minutes à quelques heures. Depuis 2020, le syndrome reçoit une attention accrue en raison du nombre de personnes présentant la maladie, et davantage de recherches scientifiques ont commencé pour déterminer ce qui déclenche le MdDS et comment le guérir. Cela est également dû au fait que le MdDS est désormais officiellement reconnu (2020).

## Les symptômes
Les symptômes courants les plus fréquemment signalés comprennent une sensation persistante de mouvement généralement décrite comme un balancement (haut-bas), un balancement (droite-gauche) ou un balancement (avant-arrière), avec une difficulté à maintenir l'équilibre ; il ne s'accompagne jamais d'un vertige tournoyant. Le second symptôme principal est une sensation de rebondissement lors de la marche (comme marcher sur un trampoline). Les patients peuvent se fatiguer rapidement avec un minimum d'effort et certains peuvent ressentir des douleurs au cou et au dos. D'autres symptômes incluent la sensation de pression dans le cerveau, principalement autour de la zone du lobe frontal, des maux de tête et/ou des migraines, des douleurs aux oreilles, une plénitude de l'oreille et éventuellement des acouphènes.[réf. nécessaire]
Les fluctuations météorologiques affectent également les personnes atteintes, ainsi que les changements de pression barométrique. La majorité ont une photosensibilité et ont plus de mal à marcher dans l'obscurité. Plus autres personnes vivant avec le MdDs  ont une hyper sensibilité aux odeurs fortes, surtout les odeurs chimiques. Les pertes cognitives aussi appelées, brouillard cérébral, comprennent une incapacité à se souvenir des mots, une perte de mémoire à court terme, une incapacité à effectuer plusieurs tâches à la fois, des fautes d'orthographe et de prononciation ainsi que des difficultés à se concentrer. De nombreuses personnes souffrant de MdDs signalent qu'elles sont incapables d'utiliser un ordinateur pendant une durée quelconque en raison de la sur-stimulation visuelle, et certaines sont même incapables de regarder la télévision.
Les symptômes peuvent être aggravés par le stress, le manque de sommeil, les foules, les lumières scintillantes, les sons forts, les mouvements rapides ou soudains, les zones fermées et l'intolérance visuelle par des mouvements de défilement.
La recherche révèle que le MdDS n'est pas lié à la migraine et que de nombreux patients n'ont jamais eu de symptômes de migraine avant l'apparition du trouble. Cependant, pour certaines personnes souffrant de MdDS, il peut y avoir eu une corrélation entre les migraines et les symptômes.
La condition peut être masquée par un retour en mouvement passif comme dans une voiture, un train, un avion. Cependant, une fois que le mouvement cesse, les symptômes reviennent souvent à des niveaux beaucoup plus élevés qu'au début du voyage.
Les symptômes du MdDS peuvent être extrêmement débilitants et fluctuer sur une base quotidienne. Ils affectent considérablement la vie quotidienne et la capacité de travail des personnes atteintes, nombre d'entre elles doivent abandonner leur travail. Ils limitent également la plupart des autres activités quotidiennes et sociales. Les personnes atteintes peuvent avoir une qualité diminuée dans les domaines physiques et émotionnels, comparable à celle des personnes atteintes de sclérose en plaques, dont de nombreux symptômes sont de nature similaire. Des difficultés au niveau de l'équilibre  peuvent contribuer à ce que les personnes atteintes ne soient pas capables de marcher loin ou de conduire sur une longue période ce qui peut créer des niveaux variables d'anxiété chez certains ou éventuellement de dépression en raison du niveau important d'invalidité.

## Diagnostic
Le MdDS est diagnostiqué de plusieurs manières, l'une étant par les symptômes : en particulier, la « sensation constante de balancement (haut-bas ; droite-gauche; avant-arrière) et la diminution de cette sensation lors de la remise en mouvement ». Il n'y a pas de tests définitifs qui confirment le MdDS, seulement des tests qui excluent d'autres conditions. Les tests comprennent des tests d'audition, de l'équilibre et un test calorique. Le MdDS est généralement diagnostiqué soit par un neurologue, soit par un otorhinolaryngologiste.
En raison de la nature complexe de la maladie, il peut être difficile d'être correctement diagnostiquée par un spécialiste. Dans le passé, la plupart des personnes souffrant de cette maladie effectuaient en moyenne 2 à 5 visites médicales avant d'être diagnostiquées. En raison de la complexité du diagnostic, la plupart des patients s'autodiagnostiquent, ont accès à des informations sur Internet et confirment ensuite leur diagnostic avec un spécialiste. Le manque de connaissances sur la maladie et les ressources limitées laissent souvent les patients avec des options limitées.
Selon le comité de la Bárány Society, il y aurait 5 critères pour diagnostiquer le MdDS:
|   | Description des symptômes:                                                                                                  |
| - | --- |
| 1 | Sensation interne d'oscillement (comme la sensation d'être sur un bateau). Exclusion d'un vertige tournoyant.               |
| 2 | Les symptômes sont survenus dans les 48 heures après avoir été exposé à un mouvement (bateau, voiture, avion, train, etc.). |
| 2 | Les symptômes sont considérablement réduis (voir disparaissent totalement) lorsque la personne est en mouvement passif.     |
| 4 | Les symptômes sont persistants pendant plus de 48 heures et durent depuis au moins 30 jours.                                |
| 5 | Aucune autre pathologie ne peut expliquer les symptômes.                                                                    |

Il y a deux types de MdDS:
Le motion trigger MdDS (Mt MdDS) : Le syndrome a été déclenchée par le mouvement (bateau, avion, etc.).
Le spontaneous  MdDS (Sp MdDS) : Le syndrome est apparu de manière spontanée sans cause apparente.

## Prévalence
Due aux difficultés de diagnostic, la condition est sous-déclarée dans la littérature médicale. Une étude de 27 cas menée par Timothy C. Hain en 1999 a noté que tous les patients sauf un étaient des femmes. L'âge moyen dans cette série était de 49 ans. Cette disparité apparente entre les sexes peut cependant être due en partie au fait que le questionnaire qui a servi de base à l'étude a été diffusé dans une publication à prédominance féminine.
Des études ultérieures ont produit des résultats contradictoires en ce qui concerne la répartition par sexe des MdDS. Les tendances du rapport de Hain ont récemment été soutenues par la MdDS Balance Disorder Foundation,  dans une étude de plus de 100 personnes diagnostiquées avec MdDS. Le ratio femmes/hommes était d'environ 9/1 ; l'âge moyen d'apparition était de 43 à 45 ans. Cependant, une autre étude récente a révélé que 44 % des sujets qui avaient subi le MdDS pendant 2 ans ou plus étaient des hommes,  suggérant une répartition plus égale.
Bien qu'il n'y ait a ce jour pas d'étude donnant une prévalence exacte entre la répartition homme/femme, les recherches montrent que ce syndrome peut toucher tant les femmes que les hommes. Cependant, un déséquilibre hormonal a été hypothétisé comme responsable de la prédominance féminine des personnes attentes.
Il a été démontré qu'il se produit lors d'excursions d'aussi peu que 30 minutes, bien qu'il ne soit pas clair combien de temps il faut pour que les symptômes se manifestent.  L'événement incitatif le plus souvent signalé était une croisière prolongée en mer (~ 45 %) ; cependant, des excursions en bateau plus courtes (~22 %), des voyages en avion (~15 %) et des voyages en automobile (~8 %) ont tous été décrits.
Le syndrome de Mal de Débarquement a été noté dès l'époque d'Erasmus Darwin en 1796,  et Irwin JA (1881) "La pathologie du mal de mer".
Des cas de MdDS ont été signalés chez des enfants aussi jeunes que huit ans et chez les deux sexes. Les hommes peuvent avoir plus de difficulté à obtenir un diagnostic en raison de la disparité des femmes signalées. Lorsque les marins et les soldats sont revenus de la Seconde Guerre mondiale, le syndrome a été signalé à un taux plus élevé chez les hommes.

## Traitement
Il n'existe aucun remède connu pour le MdDS, une certaine forme d'exercices et de mouvements sont jugés utiles (par exemple, la marche, le jogging ou le vélo, mais pas l'utilisation d'un tapis roulant ou d'un vélo stationnaire ). Il a été noté que les médicaments qui suppriment les nerfs et les circuits cérébraux impliqués dans l'équilibre (par exemple, le clonazépam, un benzodiazépine ) aident et peuvent réduire les symptômes ; cependant, ce n'est pas un remède, cela ne fait que diminuer les symtômes. On ne sait pas si un médicament qui supprime les symptômes prolonge ou non la durée des symptômes. Peu d'options s'offrent aux patients vivant avec le MdDs. Ces options comprennent les benzodiazépines, les médicaments contre la migraine, et la rééducation au niveau du VOR. La rééducation vestibulaire est inefficace pour traiter le MdDs vu la nature neurologique du syndrome,.

## Recherche

### Stimulation magnétique transcrânienne répétitive
Bien que le MdDS cause un handicap important, le traitement du MdDS persistant reste pratiquement inexistant. Des recherches ont commencé utilisant la stimulation magnétique transcrânienne répétitive (rTMS),, une méthode de neuromodulation dans laquelle un champ magnétique local est appliqué sur le cuir chevelu pour induire un courant électrique dans les structures corticales sous-jacentes à la bobine. La SMTr à basse fréquence (e1 Hz) induit une inhibition locale, tandis que la SMTr à haute fréquence (Q5 Hz) induit une excitation locale. Les études TMS se sont avérées utiles pour réduire les symptômes du MdDS.Les recherches sont toujours en cours, mais cependant ne représentent pas un remède définitif. « Des études initiales (2017) utilisant la TMS répétitive (rTMS) du cortex préfrontal dorsolatéral (DLPFC) ont montré que la stimulation DLPFC gauche à haute fréquence (10 Hz) et la stimulation DLPFC droite à basse fréquence (1 Hz) sont capables de réduire la perception du mouvement de manière aiguë après des sessions uniques et pendant des mois après plusieurs séances.» Les sujets ont noté de nombreux maux de tête durant l'essai clinique. Sur un total de 20 participants, 6 on vu leur symptômes s'améliorer, 6 on vu leur symptômes se dégrader et 8 n'ont noté aucun changement.
De 2015 à 2017, un essai clinique utilisant le thêta-burst, une autre méthode de stimulation magnétique transcrânienne répétitive a donné de nouveaux résultats. Sur un total de 25 participants, 19 ont noté une amélioration égale ou supérieure à 25% de leur symptômes, 12 sur 25 ont noté une amélioration égale ou supérieure à 50% et 8 sur 25 ont noté une amélioration de 75% de leurs symptômes. L'auteur explique que de meilleurs résultats ont été obtenus dans cette étude grâce à plusieurs facteurs clés : la zone stimulée était davantage précise grâce aux informations obtenues dans l'étude précédente, les participants ont fait un plus grand nombre de séances (près du double soit de 10 à 12 séances), la technique de stimulation thêta-burst est connue pour avoir des effets à plus long terme et finalement, dans cette étude, les participants étaient stimulés pendant une période plus courte (100 secondes), comparativement à 45 minutes pour l'étude précédente. Cette durée plus courte a permis de faire plusieurs séances de traitement et l'auteur hypothétise un possible effet cumulatif.
Des recherches supplémentaires ont été entreprises par le Dr Yoon-Hee Cha et le Dr. V. Mucci & all. sur la nature neurologique de ce syndrome par le biais d'études d'imagerie et de stimulations transcrâniennes. Ces recherches n'ont pas été concluantes puisque peu d'améliorations ont été relevées par les chercheurs,.
Le 16 mars 2023, un essai clinique réalisant de la stimulation magnétique transcrânienne a été arrêté sans détail, ni précision.
La dernière recherche en liste (février 2024) faisant appel à de la stimulation magnétique transcrânienne a été réalisée par Cherylea J. Browne et son équipe. Cet essai clinique combinait de la stimulation magnétique transcrânienne suivie de séances de réadaptation du VOR. 10 personnes ont reçu les 2 traitements, alors que 10 autres personne ont eu de fausses (placebo) stimulations magnétiques. Les chercheurs ont conclu que « Des améliorations significatives des résultats subjectifs et objectifs ont été signalées dans les deux groupes de traitement au fil du temps, mais aucune différence entre les groupes n'a été observée». Cela sous-entend que l'ajout de la stimulation magnétique transcrânienne n'a eu aucun apport bénéfique supplémentaire.

### Recherche sur le réflexe vestibulo-oculaire
Des essais cliniques sur la réadaptation du réflexe vestibulo-oculaire entrepris par le Dr. Mingjia Dai & le Dr. Yakushin de l'hôpital Mount Sinai à New York ont produit des résultats positifs pour un pourcentage important de patients qui ont participé au programme. Dai a développé une intervention qui a permis d'améliorer les symptômes de 70 % des patients en phase d'essai clinique.Selon Dai, le succès a été mesuré comme une réduction de 50 % des symptômes. Un long trajet pour retourner à la maison serait l'une des causes du retour des symptômes. Pour cette étude, les patients était dans une cabine optocinétique (cabine OKN) dans le noir. La cabine était de forme circulaire autour du patient et celui-ci était assis au centre de celle-ci. La tête du patient était inclinée d'un côté à l'autre à une vitesse unique selon des données obtenues par les chercheurs (± 20 degrés). Ceux-ci utilisaient un métronome pour s'assurer d'avoir une vitesse d'inclinaison régulière de la tête. Le patient observait des bandes (blanches et noires) circulant vers la droite ou la gauche (le sens dépendait des résultats d'observation des chercheurs) projetées sur le mur de la cabine optocinétique. Alors que le programme n'était plus en phase de recherche, Dai a continué à accepter des patients. Un an après avoir suivi le traitement, les améliorations avaient été maintenues chez 52% des patients (Mt MdDS) et chez 48% des patients (Sp MdDs).Depuis la mort du Dr. Dai, les recherches vestibulo-oculaires sont désormais dirigées par le Dr Sergei B. Yakushin. Au cours des 9 dernières années, le Dr. Yakushin a publié plusieurs recherches liées aux MdDS.
En Europe, les recherches vestibulo-oculaires sont principalement réalisées par Prof. Fluoris Wuyts. Ses principaux partenaires sont: L'Université d'Anvers, l'Hôpital universitaire d'Anvers et l'Institut européen pour ORL-HNS de l'hôpital Sint-Augustinus. Avec ses collègues, celui-ci à développé un essai clinique nommé: MdDs Reset. « L'essai clinique vise à déterminer si une application de réalité virtuelle (MdDS Reset VORtex) est capable d'améliorer les symptômes ou les plaintes de MdDS par rapport à la "norme d'or" (la cabine OKN). » Au terme de l'essai clinique, celui-ci s'est afféré efficace chez 73% des patients traités (84 participants).

### Recherche vestibulo-cérébelleuse
Viviana Mucci & all, ont postulé que le MdDS peut être causé par un trouble hormonal. Ils ont formulé un modèle mathématique essayant d'expliquer une boucle vestibulo-cérébelleuse. La boucle entre les « noyaux vestibulaires droits et gauches, et les cellules de Purkinje du cortex cérébelleux flocculo-nodulaire droite et gauche » est à l'origine des symptômes selon Muccie & all (2023).